# 前田肇
前田 肇（まえだ はじむ、1939年12月1日 -  ）は、日本の銀行家。百五銀行頭取を務めた。

## 来歴・人物
三重県出身。1963年に同志社大学経済学部を卒業し、同年に百五銀行に入行した。1993年6月に取締役に就任し、1996年6月に常務、1997年8月に専務を経て、1999年6月に副頭取に就任し、2001年6月には頭取に昇格。2009年6月には相談役に退いた。
2010年4月に旭日中綬章を受章。